# 李惲 (澧王)
李恽（790年代？—820年2月14日），本名李宽，唐朝皇子，是唐宪宗李纯的第二子，生母不详。
从其异母兄长李宁和异母弟李宥的生年推断，当在793年至795年之间。生母应是父亲唐宪宗某位不知名的妾室。贞元二十一年（805年），李宽被祖父唐顺宗封为同安郡王。父亲李纯登基后，于元和元年（806年），封李宽为澧王。同时李宥的生母、嫡母郭氏则未获得皇后的册封，而庶兄李宁成为太子。元和七年（812年），改名李恽，同年太子李宁逝世。李宁死后，吐突承璀欲立他为太子，但因生母身份卑微而不得立，最终立李宥为太子。元和十五年（820年）正月廿七，唐宪宗去世，吐突承璀和李恽被梁守谦所杀。
李恽长子李汉，东阳郡王。次子李源，安陆郡王。第三子李演，临安郡王。一说唐宣宗登基后，为指穆宗篡李恽之位而自己又从穆宗系夺回正统，故封李汉为雍王及追封为靖怀太子，即史书记载的李渼。

## 延伸阅读
[在维基数据编辑]
 《舊唐書/卷175》，出自刘昫《舊唐書》